# Мальвічино
Мальвічино (італ. Malvicino, п'єм. Mavzin) — муніципалітет в Італії, у регіоні П'ємонт,  провінція Алессандрія.
Мальвічино розташоване на відстані близько 450 км на північний захід від Рима, 80 км на південний схід від Турина, 45 км на південь від Алессандрії.
Населення — 85 осіб (2014).
Щорічний фестиваль відбувається 29 вересня. Покровитель — святий Михайло.

## Демографія
Населення за роками:

Станом на 1 січня 2023 року в муніципалітеті офіційно проживали 3 іноземці з 3 країн, серед них 2 громадяни країн Євросоюзу.

## Сусідні муніципалітети
- Картозіо
- Монтек'яро-д'Аккуї
- Парето
- Понцоне
- Спіньйо-Монферрато